# Сафиуллина, Гульнара Гильфановна
Гульнара Гильфановна Сафиуллина (род. 29 января 1969) — российская легкоатлетка, специалистка по бегу на короткие дистанции. Выступала на профессиональном уровне в 1997—2004 годах, победительница и призёрка первенств всероссийского значения, участница чемпионата Европы в помещении в Валенсии. Представляла Татарстан. Мастер спорта России международного класса. Тренер по лёгкой атлетике.

## Биография
Гульнара Сафиуллина родилась 29 января 1969 года. Уроженка Казани, в 1976—1986 годах училась в казанской средней общеобразовательной школе № 70, в 1991 году окончила филологический факультет Казанского государственного университета имени В. И. Ульянова-Ленина по специальности «русская литература».
Впервые заявила о себе в лёгкой атлетике в сезоне 1997 года, когда на чемпионате России в Туле стала четвёртой в беге на 200 метров и шестой в беге на 400 метров.
В 1998 году в 400-метровой дисциплине выиграла серебряную медаль на соревнованиях World Class в Москве, бронзовые медали на международном турнире в Будапеште и на «Русской зиме» в Москве, получила серебро на зимнем чемпионате России в Москве, одержала победу на международном турнире в Генуе. Благодаря череде удачных выступлений вошла в основной состав российской сборной и удостоилась права защищать честь страны на чемпионате Европы в помещении в Валенсии — на предварительном квалификационном этапе бега на 400 метров показала результат 53,28, чего оказалось недостаточно для выхода в финальную стадию.
На чемпионате России 1999 года в Туле на дистанции 200 метров пришла к финишу пятой.
В 2000 году в дисциплине 400 метров выиграла бронзовые медали на чемпионате Москвы среди военнослужащих и на Кубке губернатора в Самаре.
Завершила спортивную карьеру по окончании сезона 2004 года.
За выдающиеся спортивные достижения удостоена почётного звания «Мастер спорта России международного класса». Награждена нагрудным знаком «Отличник физической культуры и спорта Республики Татарстан», почётным знаком «За заслуги в развитии физической культуры и спорта Республики Татарстан».
Впоследствии проявила себя на тренерском поприще, занимала должность главного тренера Республики Татарстан по лёгкой атлетике.